# プンタレナス

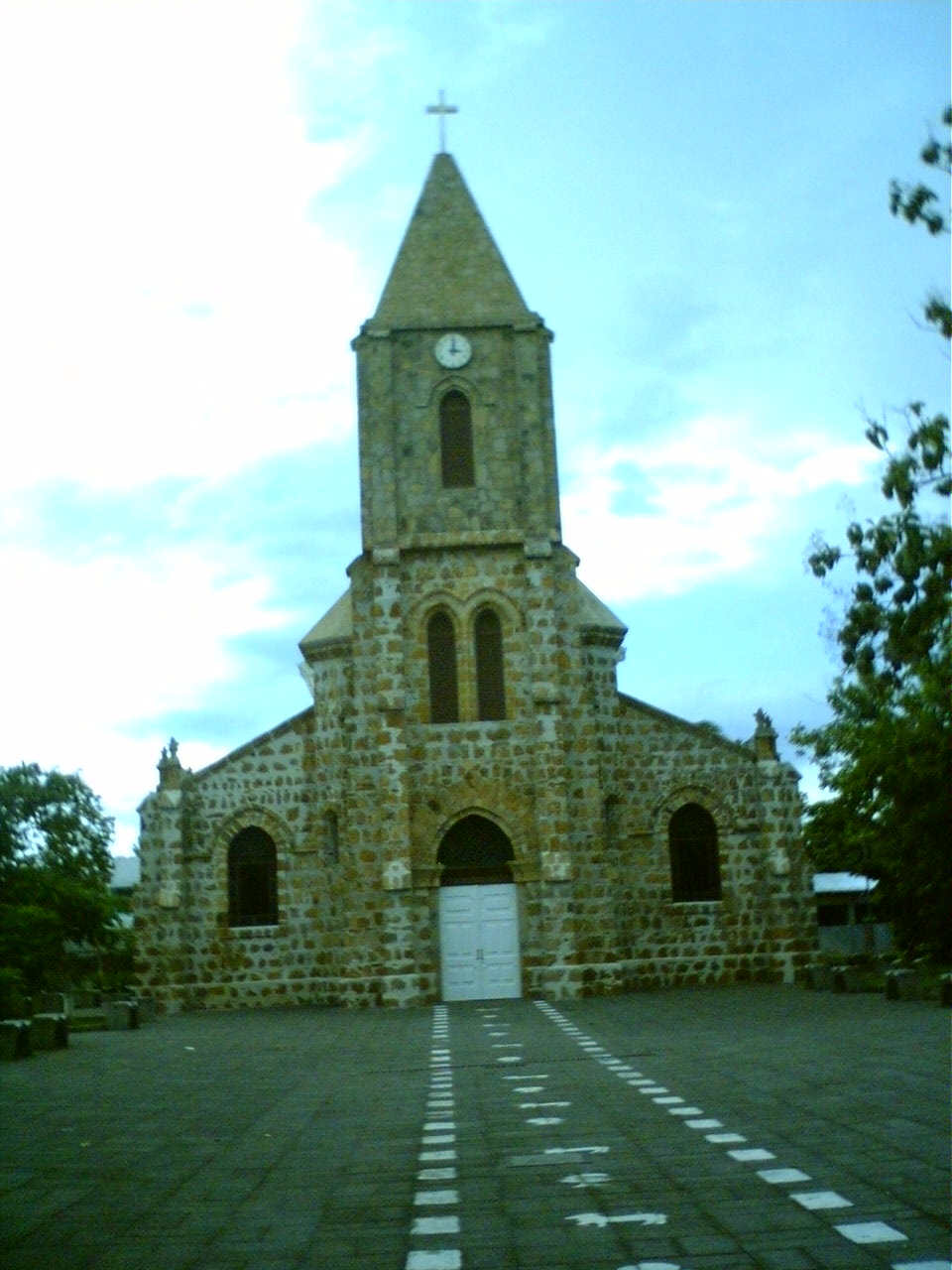
プンタレナス大聖堂

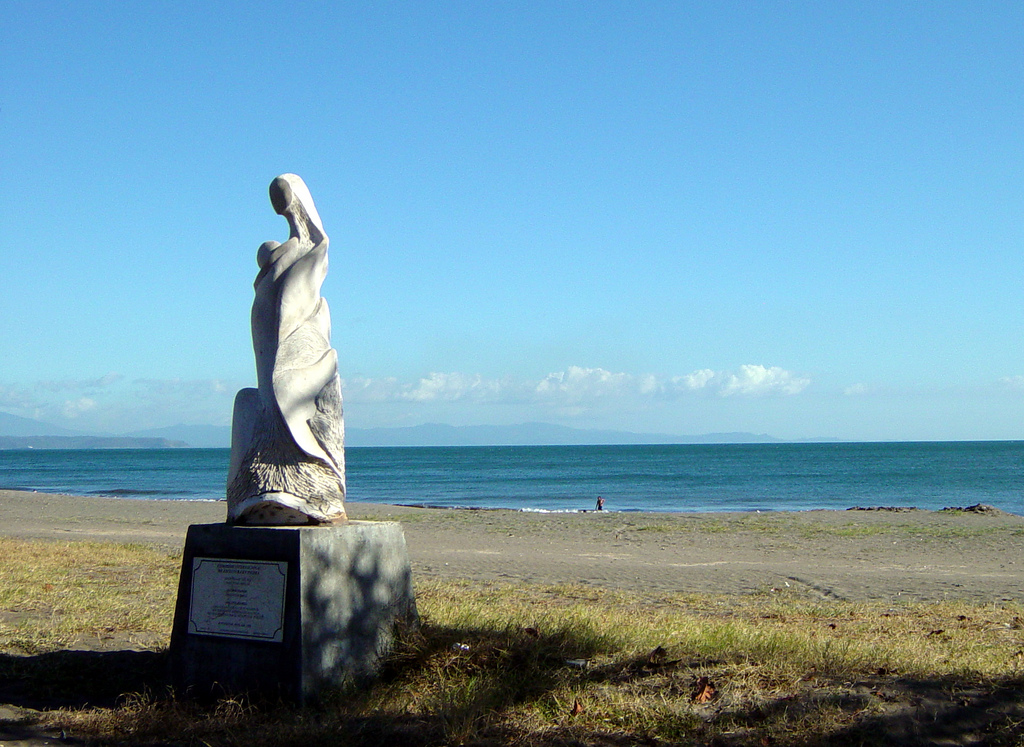
市内の浜辺に立つ彫像

プンタレナス（西: Puntarenas、「砂地」の意）は、コスタリカのプンタレナス州の州都。人口は約14万人で州内最大の都市である。いびつな形をしたプンタレナス州の北部にある。
太平洋のビーチはサーファーをはじめ、多くの観光客を惹きつける。北西にも観光地のモンテベルデがある。
市内のカルデーラ港は、国内きっての主要港である。プンタレナスとニコヤ半島を結ぶフェリー航路がある。

## 歴史
植民地時代にビジャ・ブルセラス (Villa Bruselas) として知られたプンタレナスは1519年、フアン・ポンセ・デ・レオンによって発見された。ニコヤ湾がコスタリカ内陸部の玄関口であるにもかかわらず、プンタレナス港は高地でのコーヒー生産が輸出可能な規模にまで拡大する1840年まで開発されなかった。1845年、コスタリカ国会はプンタレナスを（コニャックなどアルコール度数の高い酒類を除いて）免税港に指定した。コーヒーは元々、山岳地帯から牛車で運ばれていたが、1879年にエスパルサの町まで鉄道が開通した。1910年にはサンホセまで鉄道が全通し、輸送が始まった。
中央盆地とを結ぶ鉄道のおかげで、太平洋の運輸業は20世紀を通じてこの地域の要であり続けた。しかし港湾施設の老朽化・劣化とさらに大規模な船団を停泊させられる収容能力が求められたことから、1980年代、プンタレナスの南に新しく港が建設された。

## 気候
プンタレナスはコスタリカ中央盆地よりも概して気温が高い。最高気温は一年を通じて、30度から35度のあいだで推移する。
| プンタレナスの気候                       | プンタレナスの気候 | プンタレナスの気候 | プンタレナスの気候 | プンタレナスの気候 | プンタレナスの気候 | プンタレナスの気候 | プンタレナスの気候 | プンタレナスの気候 | プンタレナスの気候 | プンタレナスの気候 | プンタレナスの気候 | プンタレナスの気候 | プンタレナスの気候 |
| 月                                       | 1月                | 2月                | 3月                | 4月                | 5月                | 6月                | 7月                | 8月                | 9月                | 10月               | 11月               | 12月               | 年                 |
| ---------------------------------------- | ------------------ | ------------------ | ------------------ | ------------------ | ------------------ | ------------------ | ------------------ | ------------------ | ------------------ | ------------------ | ------------------ | ------------------ | ------------------ |
| 平均最高気温 °C （°F）                   | 33.5 (92.3)        | 34.4 (93.9)        | 34.0 (93.2)        | 34.6 (94.3)        | 33.1 (91.6)        | 32.2 (90)          | 32.2 (90)          | 32.2 (90)          | 31.9 (89.4)        | 31.6 (88.9)        | 31.8 (89.2)        | 32.0 (89.6)        | 32.79 (91.03)      |
| 日平均気温 °C （°F）                     | 27.6 (81.7)        | 28.3 (82.9)        | 28.5 (83.3)        | 29.2 (84.6)        | 28.6 (83.5)        | 27.9 (82.2)        | 27.7 (81.9)        | 27.7 (81.9)        | 27.5 (81.5)        | 27.4 (81.3)        | 27.3 (81.1)        | 27.1 (80.8)        | 27.9 (82.23)       |
| 平均最低気温 °C （°F）                   | 21.7 (71.1)        | 22.2 (72)          | 22.9 (73.2)        | 23.7 (74.7)        | 24.1 (75.4)        | 23.6 (74.5)        | 23.2 (73.8)        | 23.1 (73.6)        | 23.1 (73.6)        | 23.2 (73.8)        | 22.8 (73)          | 22.1 (71.8)        | 22.98 (73.37)      |
| 雨量 mm （inch）                         | 5.5 (0.217)        | 4.1 (0.161)        | 4.9 (0.193)        | 30.3 (1.193)       | 204.1 (8.035)      | 217.3 (8.555)      | 175.7 (6.917)      | 223.1 (8.783)      | 296.1 (11.657)     | 279.1 (10.988)     | 132.0 (5.197)      | 27.7 (1.091)       | 1,599.9 (62.987)   |
| 平均降雨日数                             | 1.8                | 1.9                | 2.9                | 7.8                | 19.1               | 21.0               | 18.0               | 21.8               | 24.3               | 24.5               | 14.7               | 5.7                | 163.5              |
| 平均月間日照時間                         | 263.5              | 254.3              | 282.1              | 255.0              | 201.5              | 156.0              | 164.3              | 170.5              | 159.0              | 167.4              | 183.0              | 232.5              | 2,489.1            |
| 出典1：World Meteorological Organization |                    |                    |                    |                    |                    |                    |                    |                    |                    |                    |                    |                    |                    |
| 出典2：Hong Kong Observatory             |                    |                    |                    |                    |                    |                    |                    |                    |                    |                    |                    |                    |                    |

## スポーツ
- プンタレナスFC - サッカークラブ

## ゆかりの人物
- ロナルド・ゴメス - 元コスタリカ代表サッカー選手。同市出身。
- ジギスムント・フォン・プロイセン - プロイセン王国の王族。同市で死去。

## 姉妹都市
- 気仙沼市（日本国 東北地方 宮城県）
- マサトラン（メキシコ合衆国 シナロア州）
- 基隆市（中華民国 台湾省）